# Teatre Municipal L'Estrella
El Teatre Municipal l'Estrella és un equipament cultural dissenyat per l'arquitecte Josep Maria Vives Castellet, ubicat a Santa Coloma de Queralt.

## Disseny
El projecte que Josep Maria Vives Castellet va redactar per a la Societat l'Estrella va consistir en la construcció de dues naus paral·leles i cobertes a dos vessants, de tres i dues alçades respectivament, separades per un cos intermedi de planta baixa pis.
La nau més ampla es destinà a sala de teatre i cine, el Teatre Cinema Moderno, amb escenari, platea i dos pisos de llotges. En el disseny de la part escènica, els responsables comptaren amb l'assessorament de l'activista Josep Moix Marimon.
A l'altra nau s'instal·là el Cafè Bar L'Estrella i un espai de lectura. Al cos intermedi hi havia el vestíbul, la cuina del cafè i altres serveis.

### Façana
El més interessant de la façana del Teatre-Cine és l'entrada, de dues alçades, amb una part inferior per a una porta tripartida per dues columnes, i una superior per a un finestral amb balustrada que repeteix el format i les columnes de sota; potser aquest és l'element noucentista més evident, com també el contorn que els ornamenta, amb franges incises que dibuixen els brancals i el guardapols.
Altres detalls, com les finestres apaïsades del pis superior i la puresa de línies, acosten l'edifici al Racionalisme. El coronament és un pinyó escalonat amb cornisa en voladís, elements que es repeteixen a la nau del Cafè L'Estrella. A la part baixa de la façana d'aquesta nau hi ha una obertura geminada amb una columna intermèdia. L'interior presentava els ampits de les llotges o amfiteatre amb relleus clàssics.

## Història

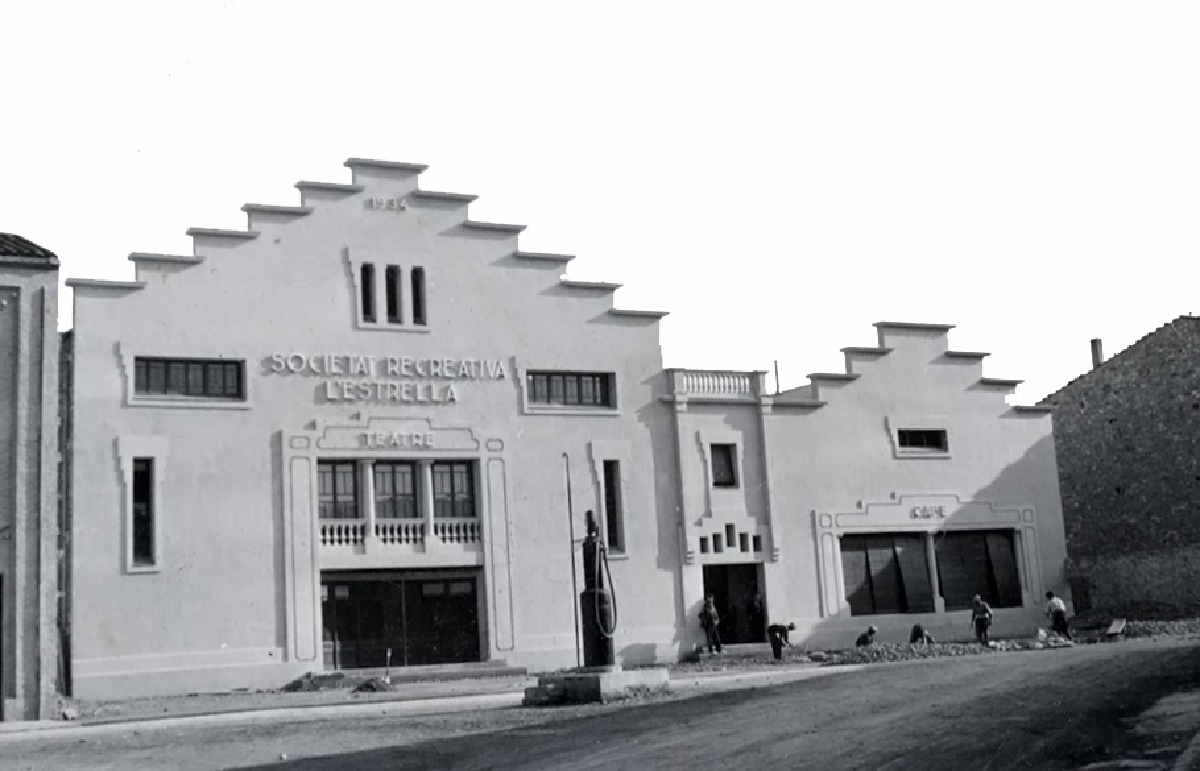
Façana del Teatre l'Estrella, poc abans de ser inaugurada (1934)

La Societat Recreativa l'Estrella tenia la seu social al carrer Major 27 de Santa Coloma, un equipament on hi havia sala de ball, es projectava cinema mut i hi havia un cafè. Durant la Segona República, l'entitat -associada a la classe més benestant del municipi- apostà per fer unes noves instal·lacions a la carretera de Montblanc.
A finals del curs escolar 1933-34, amb l'edifici encara inacabat, alumnes colomins van organitzar-hi un espectacle infantil, que va consistir en la representació de La princeseta i el pastor, de Josep M. Folch i Torres, i una sèrie de balls rítmics. El local va inaugurar-se oficialment durant la Festa Major de 1934, que va comptar amb la presència del reputat Marcos Redondo, qui va interpretar Los Gavilanes.
El 1937 el local és expropiat pel Centre Republicà. En acabar la guerra civil espanyola, el règim franquista hi ubica el Centro de Educación y Descanso i es planteja fer-hi una caserna de la Guàrdia Civil, opció finalment descartada.
El 1992 l'edifici va ser adquirit per l'Ajuntament de Santa Coloma de Queralt, que va apostar per substituir la teulada, construïda amb jàsseres i bigues de fusta, per unes de formigó. També s'optà per adequar la pista i les llotges i construir una escala nova per accedir a la planta superior.